# Kaufman (Teksas)
Kaufman je grad u američkoj saveznoj državi Teksas. Prema popisu stanovništva iz 2010. u njemu je živjelo 6.703 stanovnika.